# Leoppky Park
Leoppky Park är en park i staden Dawson Creek i British Columbia i Kanada. I parken har en liten skog planterats med ankdamm, vandringsleder och utsiktstorn.